# Darisodes oritropha
Darisodes oritropha är en fjärilsart som beskrevs av Fletcher 1958. Darisodes oritropha ingår i släktet Darisodes och familjen mätare. Inga underarter finns listade i Catalogue of Life.